# Seio aórtico
Um seio aórtico é qualquer uma das dilatações anatómicas da aorta ascendente imediatamente por cima da válvula aórtica.